# Sudety (radioodbiornik)
Sudety R-208 – czterozakresowy, monofoniczny odbiornik stacjonarny, produkowany w latach 1987–1990 przez zakłady Diora należące do Unitry.
Z tyłu odbiornika umiejscowiono 3 gniazda umożliwiające podłączenie różnych typów anten oraz gniazdo magnetofonowe.
Cechą charakterystyczną radia były kontury kontynentów umieszczone po prawej stronie skali przy pokrętle strojenia.

## Wersje
Odbiornik produkowano w czterech wersjach:
- panel przedni biały, obudowa biała,
- panel przedni brązowy, obudowa drewnopodobna,
- panel przedni czerwony, obudowa drewnopodobna,
- panel przedni czarny obudowa drewnopodobna.